# Boquitas pintadas (película)
Boquitas pintadas es una película argentina de drama basada en la novela homónima de Manuel Puig, dirigida por Leopoldo Torre Nilsson, con guion de Torre Nilsson y Puig, producción de Juan Sires y banda sonora de Waldo de los Ríos. Estuvo protagonizada por Luisina Brando, Alfredo Alcón y Marta González. Los actores Luis Politti, Cipe Lincovsky, Leonor Manso y Mecha Ortiz completan el elenco principal. Está ambientada principalmente en la década de 1930 en la Argentina.
Se estrenó el 23 de mayo de 1974. En septiembre de 1974 compitió en el festival de San Sebastián, España, ganando el premio especial del jurado. En noviembre de 1974 se estrenó en el London Film Festival.
El 11 de marzo de 2002 se presentó en el Festival de Cine de Mar del Plata.
En una encuesta de las 100 mejores películas del cine argentino realizada por el Museo del Cine Pablo Ducrós Hicken en el año 2000, la película alcanzó el puesto 22.

## Sinopsis
Después de rehacer su vida, Nené ya casada y con hijos, se entera del fallecimiento de su expareja y decide vincularse con la familia del difunto a través de cartas. Además, aprovecha el momento para dejar cosas en claro. A partir de esta evocación, se reconstruyen las relaciones sentimentales de un grupo de mujeres de provincia, sus anhelos y sus frustraciones. 
El estilo narrativo combina recursos de registros diferentes, como ocurre con la novela en la que se basa.

## Elenco
- Alfredo Alcón, como Juan Carlos Etchepare.
- Luisina Brando, como Mabel Saénz.
- Marta González, como Nené.
- Raúl Lavié, como Franciso Pancho Páez.
- Leonor Manso, como Antonia / La Rabadilla.
- Cipe Lincovsky, como Elsa.
- Mecha Ortiz, como la gitana.
- Isabel Pisano, como Celia Etchepare.
- Luis Politti, como el doctor.
- Oscar Pedemonti, como Donato.
- Oscar Bazán
- Berta Ortegosa
- Ofelia Montero
- Alejandro Marcial
- Neri Giacometti
- Joaquín Piñón
- Joaquín Bouzas
- Constantino Cosma
- Juan Alighieri
- Washington Denegri Gómez
- Franco Balestrieri (extra).
- Héctor Fernández Rubio (extra).
- Gustavo Carlos Fox (extra).
- Ricardo Bouzas, como un médico.

## Equipo técnico
- Fotografía: Aníbal Di Salvo
- Vestuario: Leonor Puga Sabaté
- Montaje: Antonio Ripoll
- Música: Waldo de los Ríos (1934-1977)
- Ayudante de cámara: Ricardo de Angelis (h).
- Escenografía: Miguel Ángel Lumaldo
- Asesoría artística: Beatriz Guido y Luis Pico Estrada